# Théodore Nisard
Théodore Nisard (egentligen Théodule Éléazar Xavier Normand), född 27 januari 1812 i Quaregnon vid Mons, död 29 februari 1888 i Amponville, departementet Seine-et-Marne, var en belgisk-fransk musikolog.
Nisard utbildades tidigt i musik, blev präst och skrev en mängd arbeten om medeltidens kyrkomusik, förutom biografier över bland andra Giovanni Pierluigi da Palestrina, Jean-Baptiste Lully, Georg Joseph Vogler och Giuseppe Baini.